# Metazygia uraricoera
Metazygia uraricoera là một loài nhện trong họ Araneidae.
Loài này thuộc chi Metazygia. Metazygia uraricoera được Herbert Walter Levi miêu tả năm 1995.